# 伊丽莎白街 (墨尔本)
伊丽莎白街（英語：Elizabeth Street）是澳大利亚墨尔本中央商务区的一条重要街道，是1837年开辟的霍德尔路网（Hoddle Grid）的最西端。南北走向，南到弗林德斯街车站。据推测，它是为了纪念州长理查德·伯克（Richard Bourke）的妻子而命名。

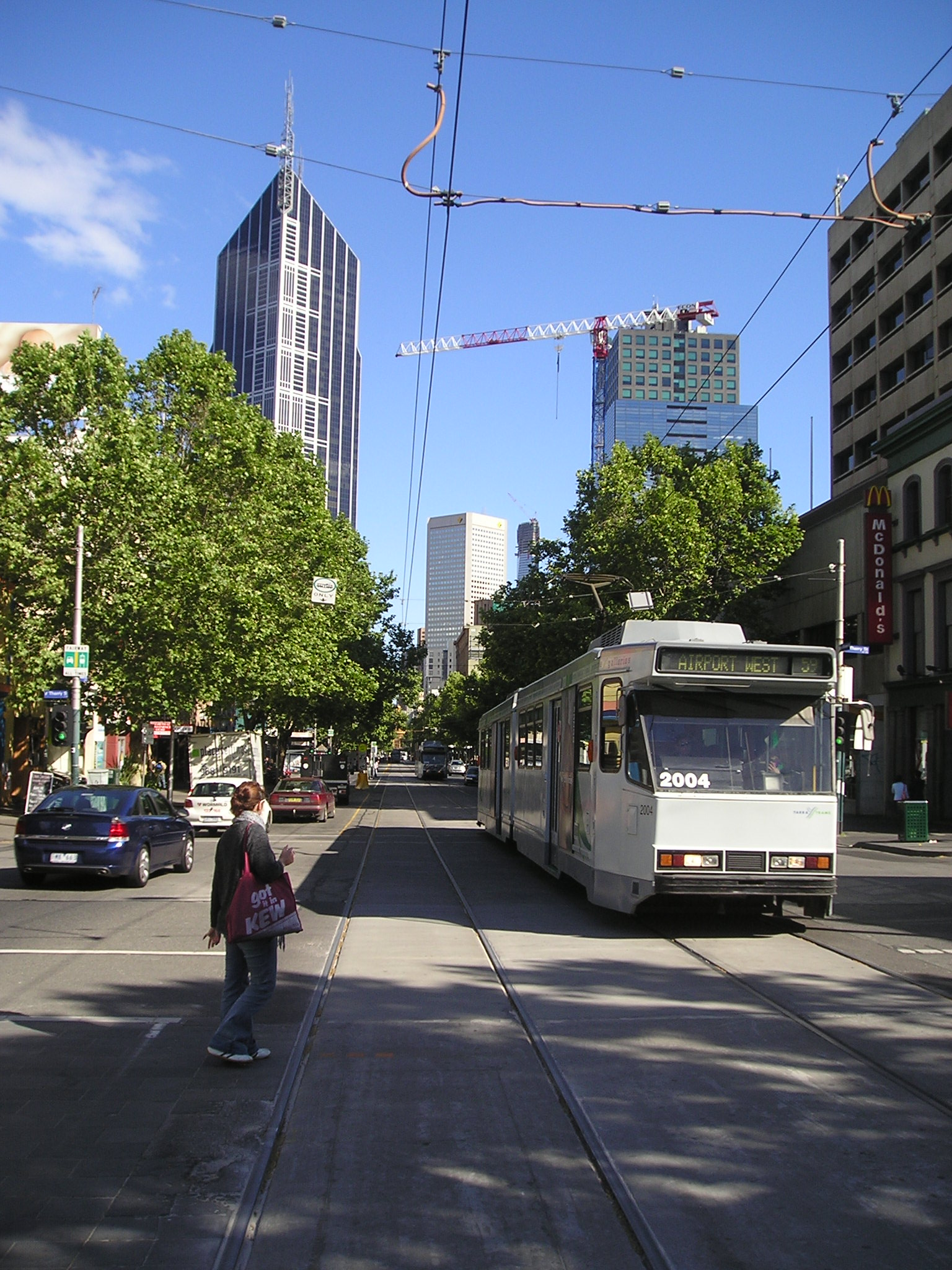

这条街为零售购物区，尤其是摩托车和照相机。

## 建筑

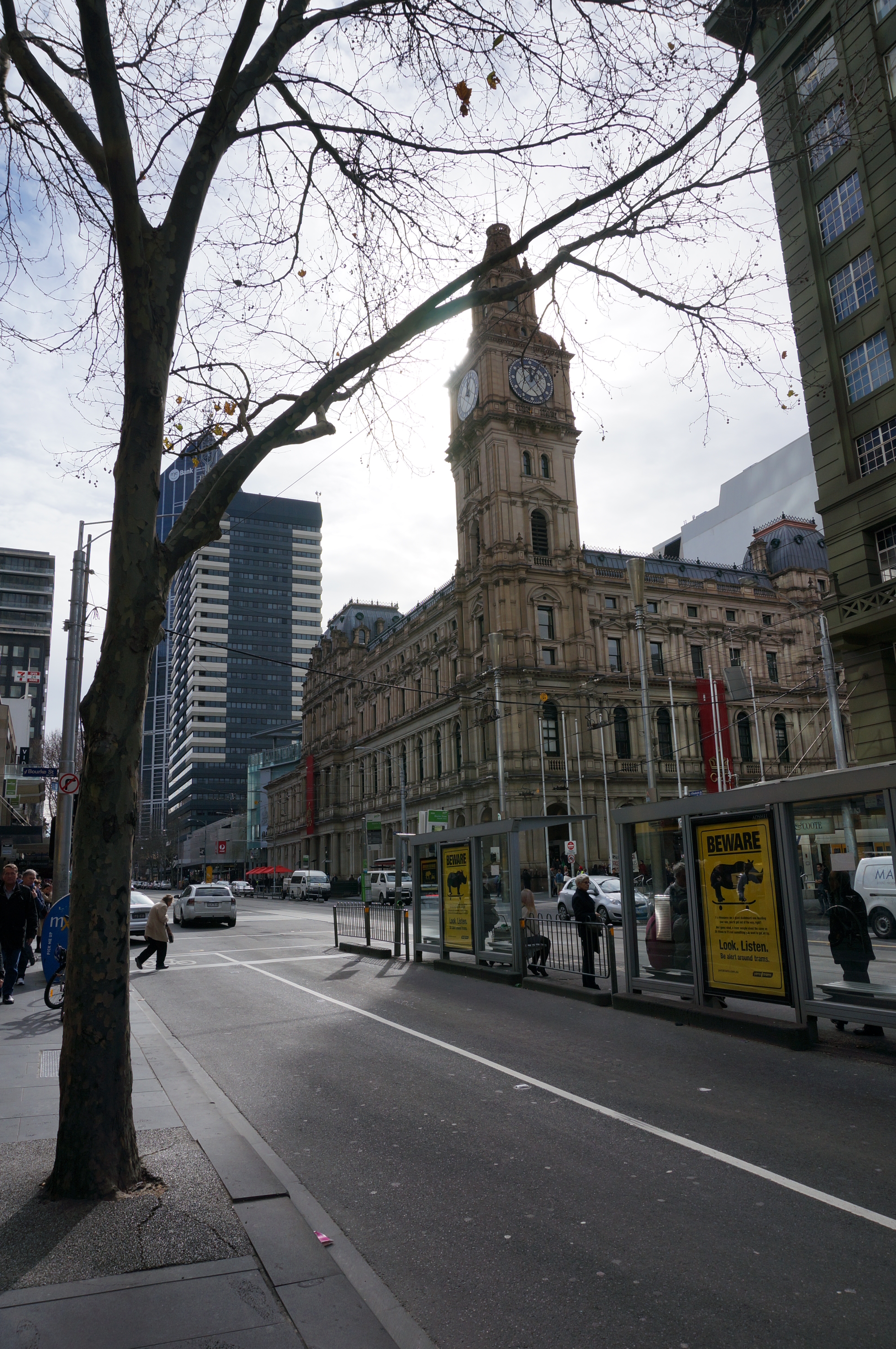

伊丽莎白街拥有许多历史建筑,列入维多利亚遗产名录:
- 弗林德斯街车站
- 墨尔本邮政总局
- 維多利亞市場
- 圣方济各堂[2]